# A román nyelv hangtana
A román nyelv hangtana szócikk a mai román nyelv (más néven dákoromán) sztenderd nyelvváltozatának hangtanával, valamint a latin nyelvtől a románig végbement fontosabb fonetikai változásokkal foglalkozik.
Beszédhangjainak rendszere a nyugati újlatin nyelvek közül az olasz nyelvhez áll a legközelebb. Hét magánhangzóval rendelkezik, melyek közül az egyik, [ɨ] a nyugati újlatin nyelvek közül csak az európai portugálban van szintén meg. A románban négy félhangzó van: [e̯], [o̯], [w] és [j]. Ezek számos kettőshangzót és hármashangzót alakítanak különböző magánhangzókkal. A [j]-nek van egy sajátos változata, a szó végén előforduló, alig észlelhető, suttogott vagy aszillabikus i-nek nevezett [ʲ], amely a magyar „kapj” szó végén található „j”-re hasonlít. A román húsz mássalhangzó között megvan a magyarban is létező [h], mely nincs meg a nyugati újlatin nyelvekben.
A latinból a román felé történő fejlődés során a latin beszédhangok egyes helyzetekben csaknem mind fennmaradtak, de másokban többféle változáson mentek át. Egyes esetekben két, a latinban meglévő beszédhang vonásai között váltottak, másokban a latinban nem létező beszédhangokká váltak, megint másokban pedig elmaradtak. Az alábbiakban a latin beszédhangokból kiindulva mutatjuk be a román beszédhangok keletkezését.

## A mai román nyelv hangtana
A román nyelv beszédhangjainak rendszere a nyugati újlatin nyelvek közül az olasz nyelvéhez áll a legközelebb. Hét magánhangzóval rendelkezik, ezek közül az [ɨ] az újlatin nyelvek közül a románon kívül csak az európai portugálban található meg.
A legelterjedtebb nézet szerint a románban négy félhangzó van: [e̯], [o̯], [w] és [j]. Ezek számos kettőshangzót és hármashangzót alakítanak különböző magánhangzókkal. A [j]-nek van egy sajátos változata, a szó végén előforduló, alig észlelhető, suttogott vagy aszillabikus i-nek nevezett [ʲ], amely a magyar „kapj” szó végén található „j”-re hasonlít.
A román húsz mássalhangzó között megvan a magyarban is létező [h], mely nincs meg a nyugati újlatin nyelvekben.

### Magánhangzók
A román nyelv magánhangzói az alábbiak:
| |                                                                       |                                                                       |                                                                       |                                                                       |                                                                       |
| Nyíltság | Elöl képzettség                                                       | Elöl képzettség                                                       | Elöl képzettség                                                       | Elöl képzettség                                                       | Elöl képzettség                                                       |
| Nyíltság | Elöl képzettek                                                        | Félig elöl képzettek                                                  | Középen képzettek                                                     | Félig hátul képzettek                                                 | Hátul képzettek                                                       |
| Zártak | \| i y ɨ ʉ ɯ u ɪ ʏ ʊ e ø ɘ ɵ ɤ o e̞ ø̞ ə o̞ ɛ œ ɜ ɞ ʌ ɔ æ ɐ a ɶ ä ɑ ɒ \| | \| i y ɨ ʉ ɯ u ɪ ʏ ʊ e ø ɘ ɵ ɤ o e̞ ø̞ ə o̞ ɛ œ ɜ ɞ ʌ ɔ æ ɐ a ɶ ä ɑ ɒ \| | \| i y ɨ ʉ ɯ u ɪ ʏ ʊ e ø ɘ ɵ ɤ o e̞ ø̞ ə o̞ ɛ œ ɜ ɞ ʌ ɔ æ ɐ a ɶ ä ɑ ɒ \| | \| i y ɨ ʉ ɯ u ɪ ʏ ʊ e ø ɘ ɵ ɤ o e̞ ø̞ ə o̞ ɛ œ ɜ ɞ ʌ ɔ æ ɐ a ɶ ä ɑ ɒ \| | \| i y ɨ ʉ ɯ u ɪ ʏ ʊ e ø ɘ ɵ ɤ o e̞ ø̞ ə o̞ ɛ œ ɜ ɞ ʌ ɔ æ ɐ a ɶ ä ɑ ɒ \| |
| Zárthoz közeliek | \| i y ɨ ʉ ɯ u ɪ ʏ ʊ e ø ɘ ɵ ɤ o e̞ ø̞ ə o̞ ɛ œ ɜ ɞ ʌ ɔ æ ɐ a ɶ ä ɑ ɒ \| | \| i y ɨ ʉ ɯ u ɪ ʏ ʊ e ø ɘ ɵ ɤ o e̞ ø̞ ə o̞ ɛ œ ɜ ɞ ʌ ɔ æ ɐ a ɶ ä ɑ ɒ \| | \| i y ɨ ʉ ɯ u ɪ ʏ ʊ e ø ɘ ɵ ɤ o e̞ ø̞ ə o̞ ɛ œ ɜ ɞ ʌ ɔ æ ɐ a ɶ ä ɑ ɒ \| | \| i y ɨ ʉ ɯ u ɪ ʏ ʊ e ø ɘ ɵ ɤ o e̞ ø̞ ə o̞ ɛ œ ɜ ɞ ʌ ɔ æ ɐ a ɶ ä ɑ ɒ \| | \| i y ɨ ʉ ɯ u ɪ ʏ ʊ e ø ɘ ɵ ɤ o e̞ ø̞ ə o̞ ɛ œ ɜ ɞ ʌ ɔ æ ɐ a ɶ ä ɑ ɒ \| |
| Félig zártak | \| i y ɨ ʉ ɯ u ɪ ʏ ʊ e ø ɘ ɵ ɤ o e̞ ø̞ ə o̞ ɛ œ ɜ ɞ ʌ ɔ æ ɐ a ɶ ä ɑ ɒ \| | \| i y ɨ ʉ ɯ u ɪ ʏ ʊ e ø ɘ ɵ ɤ o e̞ ø̞ ə o̞ ɛ œ ɜ ɞ ʌ ɔ æ ɐ a ɶ ä ɑ ɒ \| | \| i y ɨ ʉ ɯ u ɪ ʏ ʊ e ø ɘ ɵ ɤ o e̞ ø̞ ə o̞ ɛ œ ɜ ɞ ʌ ɔ æ ɐ a ɶ ä ɑ ɒ \| | \| i y ɨ ʉ ɯ u ɪ ʏ ʊ e ø ɘ ɵ ɤ o e̞ ø̞ ə o̞ ɛ œ ɜ ɞ ʌ ɔ æ ɐ a ɶ ä ɑ ɒ \| | \| i y ɨ ʉ ɯ u ɪ ʏ ʊ e ø ɘ ɵ ɤ o e̞ ø̞ ə o̞ ɛ œ ɜ ɞ ʌ ɔ æ ɐ a ɶ ä ɑ ɒ \| |
| Közepesek | \| i y ɨ ʉ ɯ u ɪ ʏ ʊ e ø ɘ ɵ ɤ o e̞ ø̞ ə o̞ ɛ œ ɜ ɞ ʌ ɔ æ ɐ a ɶ ä ɑ ɒ \| | \| i y ɨ ʉ ɯ u ɪ ʏ ʊ e ø ɘ ɵ ɤ o e̞ ø̞ ə o̞ ɛ œ ɜ ɞ ʌ ɔ æ ɐ a ɶ ä ɑ ɒ \| | \| i y ɨ ʉ ɯ u ɪ ʏ ʊ e ø ɘ ɵ ɤ o e̞ ø̞ ə o̞ ɛ œ ɜ ɞ ʌ ɔ æ ɐ a ɶ ä ɑ ɒ \| | \| i y ɨ ʉ ɯ u ɪ ʏ ʊ e ø ɘ ɵ ɤ o e̞ ø̞ ə o̞ ɛ œ ɜ ɞ ʌ ɔ æ ɐ a ɶ ä ɑ ɒ \| | \| i y ɨ ʉ ɯ u ɪ ʏ ʊ e ø ɘ ɵ ɤ o e̞ ø̞ ə o̞ ɛ œ ɜ ɞ ʌ ɔ æ ɐ a ɶ ä ɑ ɒ \| |
| Félig nyíltak | \| i y ɨ ʉ ɯ u ɪ ʏ ʊ e ø ɘ ɵ ɤ o e̞ ø̞ ə o̞ ɛ œ ɜ ɞ ʌ ɔ æ ɐ a ɶ ä ɑ ɒ \| | \| i y ɨ ʉ ɯ u ɪ ʏ ʊ e ø ɘ ɵ ɤ o e̞ ø̞ ə o̞ ɛ œ ɜ ɞ ʌ ɔ æ ɐ a ɶ ä ɑ ɒ \| | \| i y ɨ ʉ ɯ u ɪ ʏ ʊ e ø ɘ ɵ ɤ o e̞ ø̞ ə o̞ ɛ œ ɜ ɞ ʌ ɔ æ ɐ a ɶ ä ɑ ɒ \| | \| i y ɨ ʉ ɯ u ɪ ʏ ʊ e ø ɘ ɵ ɤ o e̞ ø̞ ə o̞ ɛ œ ɜ ɞ ʌ ɔ æ ɐ a ɶ ä ɑ ɒ \| | \| i y ɨ ʉ ɯ u ɪ ʏ ʊ e ø ɘ ɵ ɤ o e̞ ø̞ ə o̞ ɛ œ ɜ ɞ ʌ ɔ æ ɐ a ɶ ä ɑ ɒ \| |
| Nyílthoz közeliek | \| i y ɨ ʉ ɯ u ɪ ʏ ʊ e ø ɘ ɵ ɤ o e̞ ø̞ ə o̞ ɛ œ ɜ ɞ ʌ ɔ æ ɐ a ɶ ä ɑ ɒ \| | \| i y ɨ ʉ ɯ u ɪ ʏ ʊ e ø ɘ ɵ ɤ o e̞ ø̞ ə o̞ ɛ œ ɜ ɞ ʌ ɔ æ ɐ a ɶ ä ɑ ɒ \| | \| i y ɨ ʉ ɯ u ɪ ʏ ʊ e ø ɘ ɵ ɤ o e̞ ø̞ ə o̞ ɛ œ ɜ ɞ ʌ ɔ æ ɐ a ɶ ä ɑ ɒ \| | \| i y ɨ ʉ ɯ u ɪ ʏ ʊ e ø ɘ ɵ ɤ o e̞ ø̞ ə o̞ ɛ œ ɜ ɞ ʌ ɔ æ ɐ a ɶ ä ɑ ɒ \| | \| i y ɨ ʉ ɯ u ɪ ʏ ʊ e ø ɘ ɵ ɤ o e̞ ø̞ ə o̞ ɛ œ ɜ ɞ ʌ ɔ æ ɐ a ɶ ä ɑ ɒ \| |
| Nyíltak | \| i y ɨ ʉ ɯ u ɪ ʏ ʊ e ø ɘ ɵ ɤ o e̞ ø̞ ə o̞ ɛ œ ɜ ɞ ʌ ɔ æ ɐ a ɶ ä ɑ ɒ \| | \| i y ɨ ʉ ɯ u ɪ ʏ ʊ e ø ɘ ɵ ɤ o e̞ ø̞ ə o̞ ɛ œ ɜ ɞ ʌ ɔ æ ɐ a ɶ ä ɑ ɒ \| | \| i y ɨ ʉ ɯ u ɪ ʏ ʊ e ø ɘ ɵ ɤ o e̞ ø̞ ə o̞ ɛ œ ɜ ɞ ʌ ɔ æ ɐ a ɶ ä ɑ ɒ \| | \| i y ɨ ʉ ɯ u ɪ ʏ ʊ e ø ɘ ɵ ɤ o e̞ ø̞ ə o̞ ɛ œ ɜ ɞ ʌ ɔ æ ɐ a ɶ ä ɑ ɒ \| | \| i y ɨ ʉ ɯ u ɪ ʏ ʊ e ø ɘ ɵ ɤ o e̞ ø̞ ə o̞ ɛ œ ɜ ɞ ʌ ɔ æ ɐ a ɶ ä ɑ ɒ \| |
| Magyarázat: |                                                                       |                                                                       |                                                                       |                                                                       |                                                                       |
| ■ Sárga alapon a román nyelv magánhangzói. ■ Rózsaszín alapon a román nyelvben ritkán előforduló magánhangzók. ■ A szürke négyszögek ritka, fonetikai szimbólum nélküli magánhangzóknak felelnek meg. A magánhangzópárokban a bal oldaliak ajakkerekítés nélkül ejtettek, a jobb oldaliak ajakkerekítéssel. |                                                                       |                                                                       |                                                                       |                                                                       |                                                                       |
| i y ɨ ʉ ɯ u ɪ ʏ ʊ e ø ɘ ɵ ɤ o e̞ ø̞ ə o̞ ɛ œ ɜ ɞ ʌ ɔ æ ɐ a ɶ ä ɑ ɒ |                                                                       |                                                                       |                                                                       |                                                                       |                                                                       |

Az /e/, az /o/ és az /a/ fonémáknak valójában ezeknek [e̞], illetve [o̞] és [ä] allofónjai jellemzők a román nyelvre, de az egyszerűsítés kedvéért a továbbiakban, valamint a kapcsolódó szócikkekben az [e], illetve az [o] és [a] fonetikus átírásokat használjuk. Az alábbi táblázat a román magánhangzókat a magyarban találhatókkal összehasonlítva írja le.
| Magánhangzó | Leírás                                                                                                  | Átírás | Példa  | Fordítás |
| ----------- | --- | ------ | ------ | -------- |
| [a]         | röviden ejtett ’á’                                                                                      | a      | ac     | ’tű’     |
| [e]         | rövid zárt e                                                                                            | e      | elev   | ’tanuló’ |
| [i]         | magyar i                                                                                                | i      | idee   | ’ötlet’  |
| [o]         | magyar o                                                                                                | o      | om     | ’ember’  |
| [u]         | magyar u                                                                                                | u      | urs    | ’medve’  |
| [ə]         | közepes, középen képzett, ajakkerekítés nélküli magánhangzó, mint az angol about szó első magánhangzója | ă      | ăsta   | ’ez’     |
| [ɨ]         | zárt, középen képzett, ajakkerekítés nélküli magánhangzó, mint az orosz вы második hangja               | â      | cântec | ’ének’   |
| [ɨ]         | zárt, középen képzett, ajakkerekítés nélküli magánhangzó, mint az orosz вы második hangja               | î      | înger  | ’angyal’ |

A latinhoz képest a román beszédhang-rendszer két új magánhangzóval rendelkezik. Ezek megtalálhatók latin eredetű szavakban és jövevényszavakban is.
Az [ə] (írásjele ă) legtöbbször a latin hangsúlytalan a-ból származik: latin casa > román casă ’ház’. Az -a-ra végződő nem latin eredetű szavakban is megvan ez a változás: olasz barca > barcă ’csónak’, škola (szláv nyelvekből) > școală ’iskola’. E magánhangzó IPA átírása megtéveszthető lehet, ugyanis a románban nem redukált magánhangzó, nem csak hangsúlytalan lehet, mint más nyelvekben, hanem hangsúlyos is, egy szótagos szóban (păr ’haj’) vagy egynél több szótagosban: mătură ’seprű’.
Az [ɨ] (írásjelei â és î) latin hangsúlyos magánhangzókból ered: canto > cânt ’énekelek’, ventus > vânt ’szél’, rivus > râu ’folyó’ in > în ’-ba(n)/-be(n)’. A jövevényszavak közül főleg szláv eredetűekben fordul elő: sventŭ > sfânt ’szent’. (Írásjeleivel kapcsolatban lásd A román nyelv írása.)
Van némely hangtani szempontból a románba nem beolvadt jövevényszó (pl. loess – ’lösz’, führer), melyekben előfordul két, a románra nem jellemző magánhangzó, az [ø] (magyar ö) és az [y] (magyar ü). A szótárak ezeknek, valamint általában az idegen tulajdonneveknek az eredeti nyelvükben való kiejtését írják elő.

### Félhangzók
A román félhangzók kérdése vitatott a nyelvészek körében. Hagyományosan négyet tartanak számon:
| Félhangzó | Leírás                                                | Átírás | Példa  | Fordítás  |
| --------- | ----------------------------------------------------- | ------ | ------ | --------- |
| [e̯]       | a következő magánhangzóval egy szótagban kiejtett [e] | e      | deal   | ’domb’    |
| [j]       | magyar j                                              | i      | ied    | ’gida’    |
| [o̯]       | a következő magánhangzóval egy szótagban kiejtett [o] | o      | coasă  | ’kasza’   |
| [w]       | mint az angol water első beszédhangja                 | o      | oameni | ’emberek’ |
| [w]       | mint az angol water első beszédhangja                 | u      | nou    | ’új’      |

Egyesek nem veszik számításba az [o̯]-t, hanem egynek tartják a [w]-vel, és csak ezt a jelet használják, tehát három félhangzót vesznek számításba. Chițoran 2002 csak két beszédhangot tart félhangzónak, a [j]-t és a [w]-t. A másik kettőt, az [e̯]-t és az [o̯]-t, az [e̯a] és [o̯a] kettőshangzókban részt vevő hangokat nem szótagmag-elemekként kezeli, és egyiket sem fonémaként, hanem ezeket a kettőshangzókat magukat tartja fonémáknak. Megjegyzendő, hogy a [j]-t és a [w]-t egyes nyelvészek fonológiailag mássalhangzóknak, és csak fonetikailag félhangzóknak, azaz félig magánhangzóknak vagy félig mássalhangzóknak tekintik, és az ún. approximánsok közé sorolva a mássalhangzókkal együtt mutatják be. Más nyelvészek szerint ezek sem nem mássalhangzók, sem nem magánhangzók, hanem az angol glide terminussal megnevezve egy harmadik beszédhang-kategóriát alkotnak.
Szavak végén vagy összetett szavak első tagja végén előfordul egy vitatott fonetikai jelenség, a [ʲ], amelyet az i betűvel írnak. Egyes nyelvészek (például Emil Petrovici ) nem tartják külön beszédhangnak, hanem a szóvégi mássalhangzót tekintik palatalizáltnak és külön fonémának. Más nyelvészek a [ʲ]-t a [j] változatának tekintik, mely palatalizálja az előtte álló mássalhangzót, de ezzel nem teszi külön fonémává. Legtöbbször a főnevek és a melléknevek többes számának egyik morfémája (pl. viespe [vjespe] ’darázs’ – viespi [vjespʲ] ’darazsak’), valamint az igék kijelentő mód és kötőmód jelen idő egyes szám második személyű alakjának egyik morfémája: văd [vəd] ’látok’ – vezi [vezʲ] ’látsz’. „Suttogott” vagy aszillabikus i-nek nevezik, illetve „rövid félhangzónak”.

### Kettőshangzók
Ha elfogadjuk azt a nézetet, hogy a románban négy félhangzó van, akkor ez a nyelv nagyon gazdag kettőshangzókban, azaz egy szótagban ejtett két magánhangzóban, amelyek közül az egyik félhangzóként, azaz mássalhangzóhoz közeliként hangzik.
Ereszkedő kettőshangzók (amelyekben a félhangzó a második elem):
Magánhangzó + [j]:
| Kettőshangzó | Átírás | Példa | Fordítás     |
| ------------ | ------ | ----- | ------------ |
| [aj]         | ai     | cai   | ’lovak’      |
| [əj]         | ăi     | răi   | ’rosszak’    |
| [ɨj]         | âi     | lămâi | ’citromok’   |
| [ej]         | ei     | lei   | ’oroszlánok’ |
| [ij]         | ii     | copii | ’gyerekek’   |
| [oj]         | oi     | oi    | ’juhok’      |
| [uj]         | ui     | cui   | ’szeg’       |

Magánhangzó + [w]:
| Kettőshangzó | Átírás | Példa       | Fordítás    |
| ------------ | ------ | ----------- | ----------- |
| [aw]         | au     | dau         | ’adok’      |
| [əw]         | ău     | rău         | ’rossz’     |
| [ɨw]         | âu     | râu         | ’folyó’     |
| [ew]         | eu     | leu         | ’oroszlán’  |
| [iw]         | iu     | viu         | ’élő’       |
| [ow]         | ou     | bou         | ’ökör’      |
| [uw]         | uu     | eu continuu | ’folytatok’ |

Emelkedő kettőshangzók (első elemük a félhangzó):
[j] + magánhangzó:
| Kettőshangzó | Átírás | Példa  | Fordítás   |
| ------------ | ------ | ------ | ---------- |
| [ja]         | ia     | iarnă  | ’tél’      |
| [je]         | ie     | piele  | ’bőr’      |
| [jo]         | io     | iod    | ’jód’      |
| [ju]         | iu     | iubire | ’szerelem’ |

[w] + magánhangzó:
| Kettőshangzó | Átírás | Példa   | Fordítás                           |
| ------------ | ------ | ------- | ---------------------------------- |
| [wa]         | ua     | steaua  | ’a csillag’                        |
| [wə]         | uă     | plouă   | ’esik az eső’                      |
| [we]         | ue     | înșeuez | ’nyergelek’                        |
| [wɨ]         | uâ     | plouând | az ’esik az eső’ határozói igeneve |

Egyéb emelkedő kettőshangzók:
| Kettőshangzó | Átírás | Példa       | Fordítás    |
| ------------ | ------ | ----------- | ----------- |
| [e̯a]         | ea     | cafea       | ’kávé’      |
| [e̯o]         | eo     | vreodată    | ’valamikor’ |
| [e̯u]         | eu     | pe-un copac | ’egy fán’   |
| [o̯a]         | oa     | școală      | ’iskola’    |

### Hármashangzók
A hármashangzók egyetlen szótagban ejtett két félhangzóból és egy magánhangzóból állnak. Belőlük is számos van a román nyelvben.
A következő kombinációk fordulnak elő:
Félhangzó + magánhangzó + félhangzó:
| Hármashangzó | Átírás | Példa        | Fordítás                                              |
| ------------ | ------ | ------------ | ----------------------------------------------------- |
| [e̯aj]        | eai    | vedeai       | ’láttál’                                              |
| [e̯aw]        | eau    | vedeau       | ’láttak’                                              |
| [jaj]        | iai    | tăiai        | ’vágtál’                                              |
| [jaw]        | iau    | tăiau        | ’vágtak’                                              |
| [jej]        | iei    | miei         | ’bárányok’                                            |
| [jew]        | eu     | eu           | ’én’                                                  |
| [joj]        | i-oi   | i-oi spune   | ’mondani fogok neki’                                  |
| [jow]        | iou    | maiou        | ’atlétatrikó’                                         |
| [waj]        | uai    | înșeuai      | ’nyergeltél’                                          |
| [waw]        | uau    | înșeuau      | ’(ők) nyergeltek’                                     |
| [wəj]        | uăi    | rouăi        | ’a harmat vmije / a harmatnak’ (birtokos/részes eset) |
| [o̯aj]        | oai    | franțuzoaică | ’francia nő’                                          |

Félhangzó + félhangzó + magánhangzó:
| Hármashangzó | Átírás | Példa    | Fordítás  |
| ------------ | ------ | -------- | --------- |
| [e̯o̯a]        | eoa    | pleoapă  | ’szemhéj’ |
| [jo̯a]        | ioa    | creioane | ’ceruzák’ |

### A hangűr kezelése
A két magánhangzó közötti hangűrt általában kikerülik úgy, hogy a beszédben a második elé egyes esetekben egy [j]-t, másokban egy [w]-t iktatnak, melyeket nem adja vissza az írás: vie ['vi.je] ’szőlő(ültetvény)’, laudă ['la.wu.də] ’dicséret’. Azonban egyes, főleg jövevényszavakban megmarad a hangűr: maestru [ma'es.tru] ’maesztró’, haos ['ha.os] ’káosz’, boa ['bo.a] ’boa’. Akár kikerülik a hangűrt a beszédben, akár nem, írásban a második magánhangzó a következő szótagba kerül.

### Mássalhangzók
A román nyelv 20 mássalhangzóval rendelkezik:
|                | Labiális hang | Labiodentális hang | Alveoláris hang | Posztalveoláris hang | Veláris hang | Glottális hang |
| -------------- | ------------- | ------------------ | --------------- | -------------------- | ------------ | -------------- |
| Okkluzíva      | p b           |                    | t d             |                      | k g          |                |
| Affrikáta      |               |                    | t͡s              | t͡ʃ d͡ʒ                |              |                |
| Nazális hang   | m             |                    | n               |                      |              |                |
| Tremuláns hang |               |                    | r               |                      |              |                |
| Frikatíva      |               | f v                | s z             | ʃ ʒ                  |              | h              |
| Laterális hang |               |                    | l               |                      |              |                |

Egyes nyelvészek még két mássalhangzót adnak hozzá ehhez a készlethez, a palatalizált [kʲ]-t és [gʲ]-t.
A mássalhangzók és írásbeli megjelenésük:
| Mássalhangzó | Leírás     | Átírás               | Példa    | Fordítás    |
| ------------ | ---------- | -------------------- | -------- | ----------- |
| [p]          | magyar p   | p                    | pilă     | ’reszelő’   |
| [b]          | magyar b   | b                    | bine     | ’jól’       |
| [t]          | magyar t   | t                    | talpă    | ’talp’      |
| [d]          | magyar d   | d                    | da       | ’igen’      |
| [k]          | magyar k   | c                    | cal      | ’ló’        |
| [k]          | magyar k   | ch, e előtt          | chel     | ’kopasz’    |
| [k]          | magyar k   | ch, i előtt          | chin     | ’kín’       |
| [k]          | magyar k   | k (idegen szavakban) | kilogram | ’kiló’      |
| [g]          | magyar g   | g                    | gol      | ’üres’      |
| [g]          | magyar g   | gh, e előtt          | ghem     | ’gombolyag’ |
| [g]          | magyar g   | gh, i előtt          | a ghici  | ’kitalálni’ |
| [t͡s]         | magyar c   | ț                    | țel      | ’cél’       |
| [t͡ʃ]         | magyar cs  | c, e előtt           | cer      | ’ég(bolt)’  |
| [t͡ʃ]         | magyar cs  | c, i előtt           | cine     | ’ki(csoda)’ |
| [d͡ʒ]         | magyar dzs | g, e előtt           | ger      | ’fagy’      |
| [d͡ʒ]         | magyar dzs | g, i előtt           | ginere   | ’vő’        |
| [m]          | magyar m   | m                    | mal      | ’part’      |
| [n]          | magyar n   | n                    | nor      | ’felhő’     |
| [r]          | magyar r   | r                    | rar      | ’ritka’     |
| [f]          | magyar f   | f                    | film     | ’film’      |
| [v]          | magyar v   | v                    | vin      | ’bor’       |
| [s]          | magyar sz  | s                    | sac      | ’zsák’      |
| [z]          | magyar z   | z                    | zonă     | ’zóna’      |
| [ʃ]          | magyar s   | ș                    | șină     | ’sín’       |
| [ʒ]          | magyar zs  | j                    | jar      | ’parázs’    |
| [h]          | magyar h   | h                    | hotel    | ’szálloda’  |
| [l]          | magyar l   | l                    | lat      | ’széles’    |

A nyugati újlatin nyelvekkel ellentétben a román rendelkezik a [h] magánhangzóval (magyar h), bár ez eltűnt a latin eredetű szavakból: habere > rom. a avea ’birtokolni’. Megvan például az ukrán eredetű horn ’kémény’, vagy a magyar eredetű heleșteu ’halastó’ szavakban.
A hosszú mássalhangzók nem jellemzők a román nyelvre. Kivétel a hosszú nn, amely az în prefixum n-nel kezdődő szó elé tételekor keletkezik: în + nod ’csomó’ > a înnoda ’csomózni’.

### Hangsúly
A románban a hangsúly hátulról számolva az ötödik szótagig bármelyik szótagra eshet. A mássalhangzós végű szavak általában véghangsúlyosak, a magánhangzóra végződőek pedig az utolsó előtti szótagon hangsúlyosak.
Nem minden szó kap hangsúlyt. Ilyenek a névelők, az elöljárószók, a kötőszók és a segédigék, amelyek fonetikai szempontból egy szót képeznek a következő vagy az előtte álló lexikális jelentésű szóval. Egyes esetekben a fonetikai szót csupán az egyedüli hangsúlya jellemzi, de amikor szóvégi magánhangzó találkozik szóelejivel, ezek szorosabban is összekapcsolódhatnak.
Az összekapcsolás kötelező egyes hangsúlytalan tárgyi vagy részeshatározói funkciójú személyes névmások és igei alaptagjuk között. Az összekapcsolás egyik módja a két magánhangzó kettőshangzóvá válása (pl. ne + a văzut → ne-a văzut [ne̯avə'zut] ’látott minket’), a másik az első szó végén található magánhangzó kiesése: mă + a văzut → m-a văzut ’látott engem’.
Ilyen szóösszekapcsolás nem kötelezően is előfordul, mégpedig a gyors, kevésbé jól tagolt beszédben. Ebben az esetben kieshet az első szó végén vagy a második elején található magánhangzó:
nu am (lassú beszéd) vs. n-am (gyors beszéd) ’nincs nekem’;
Cine așteaptă în curte? (lassú beszéd) vs. Cine așteaptă-n curte? (gyors beszéd) ’Ki várakozik az udvaron?’
Kettőshangzó képzésével is van nem kötelező szóösszekapcsolás: Cine a sunat? ['t͡ʃine asu'nat] (lassú beszéd) vs. ['t͡ʃine̯a su'nat] (gyors beszéd) ’Ki csengetett?’
A románban a hangsúly helye olykor jelentés-megkülönböztető. Azon ritka esetekben, amikor a szövegkörnyezetből nem tűnik ki világosan egy ilyen szó jelentése, írásban a hangsúlyt ékezettel jelölik.
Szópárok:
| acéle ’azok’ (nőnem)         | ácele ’a tűk’                     |
| véselă ’vidám’ (nőnem)       | vesélă ’edények’                  |
| copíi ’gyerekek’             | cópii ’másolatok’                 |
| úmblă ’jár’                  | umblắ ’járt’ (egyszerű múlt)      |
| desfác ásta ’szétszedem ezt’ | dés fac asta ’gyakran teszem ezt’ |

Szóhármas:
| móbilă ’bútor’ | mobílă ’mozdítható’ (nőnem) | mobilắ ’bebútorozott’ (egyszerű múlt) |

Olyan esetek is vannak, amikor a sztenderd elfogadja egyazon szó kétféle hangsúlyozását jelentéskülönbség nélkül, pl. aripă ['aripə] vagy [a'ripə] ’szárny’.

## A beszédhangok fejlődése a latin nyelvből
A latinból a román felé fejlődés során a latin beszédhangok egyes helyzetekben csaknem mind fennmaradtak, de másokban többféle változáson mentek át. Egyes esetekben két, a latinban meglévő beszédhang vonásai között váltottak, másokban a latinban nem létező beszédhangokká váltak, megint másokban pedig elmaradtak. Az alábbiakban a latin beszédhangokból kiindulva mutatjuk be a román beszédhangok keletkezését.

### Magánhangzók
A klasszikus latin nyelvben öt magánhangzó volt (a, e, i, o, u), mindegyik rövid és hosszú változattal, a hangsúly pedig elsődlegesen tonális és másodlagosan dinamikus volt. Már a vulgáris latinban a rövid–hosszú ellentét kezdett elmosódni, a hangsúly pedig fokozatosan elsődlegesen dinamikus lett. Ezek a vonások mindegyik újlatin nyelvbe átöröklődtek.
Nagy általánosságban inkább a hangsúlyos és a szókezdeti latin magánhangzók maradtak fenn, a hangsúlytalanok pedig záródtak. Egyes helyzetekben a latin magánhangzók kettőshangzóba vagy két új magánhangzó egyikébe mentek át. Az utóbbiak megjelenésének egyik fontos tényezője az volt, hogy nazális mássalhangzó előtt voltak.

#### a
A hangsúlyos és a szókezdeti a általában fennmaradt, pl. barba > barbă ’szakáll’, amarus > amar ’keserű’.
Egyes esetekben a hangsúlyos a-ból az új [ə] magánhangzó keletkezett, mégpedig egyes igetípusok bizonyos alakjaiban: cantamus > cântăm ’énekelünk’, cantavit > cântă ’énekelt’ (egyszerű múlt), dat > dă ’ad’.
Nazális mássalhangzó előtt a hangsúlyos a előbb [ə] lett, majd a másik új magánhangzóvá, [ɨ]-vá vált: campus > cămp > câmp ’mező’, sanguem > sănge > sânge ’vér’.
A hangsúlytalan a is általában [ə]-vé záródott szó belsejében (barbatus > bărbat ’férfi’) és szó végén: casa > casă ’ház’. Szó elején [ɨ]-vé záródott, de csak akkor, ha nazális mássalhangzó követte: *antaneus > întâi ’első’.

#### e
Fennmaradt a latin e például m + magánhangzó előtt (tremolo > tremur ’reszketek’) vagy szó végén m kiesése után: leporem > iepure ’nyúl’.
Hangsúlyos e-ből az [e̯a] kettőshangzó fejlődött ki egyszótagú szavakban (det > dea ’adjon’) és olyanokban, melyekben a következő magánhangzó a volt: sera > seară ’este’, crescat > crească ’nőjön’. Akkor is [e̯a] keletkezett, ha a következő magánhangzó e volt, de ezekben a szavakban utólag visszafejlődött e-vé: legem > leage > lege. Labiális mássalhangzó után viszont az e̯a-ból a lett: feta > feată > fată ’lány’. Megjegyzendő azonban, hogy ezen szavak mindegyikében a flexió során tőhangváltás következtében újra megjelenik az e: seri ’esték’, crește ’nő’ (ige), fete ’lányok’.
Azon szavakban is [e̯a] keletkezett, amelyekben az e és az a között hangűr volt (mea > mea ’enyém’) vagy hangűr keletkezett közöttük levő beszédhang(ok) kiesésével: credebat > credea ’hitt’ (folyamatos múlt).
Hangsúlyos e-ből más kettőshangzó lett, a [je], olyan szavakban, melyekben nem r̄ (erős r) előzte meg, és nem nazális mássalhangzó szomszédságában volt: pectus > piept ’mell’. T, d és s után újra e lett belőle, miután a félhangzó ezeket [t͡s]-vé, [d͡z]-vé, illetve [ʃ]-vé változtatta és eltűnt: texo > tiesu > țes ’szövök’.
A nyelv régebbi szakaszában [je]-ből a [je̯a] hármashangzó keletkezett, majd egy másik kettőshangzó lett belőle, a [ja], vagy visszaredukálódott [je]-re: petra > *pietra > *pieatră > piatră ’kő’, *melem > *mieare > miere ’méz’.
A nazális mássalhangzó előtti hangsúlyos e-ből [ɨ] fejlődött ki, ha a következő szótagban más magánhangzó volt, mint elöl képzett: fenum > fân ’széna’.
Hangsúlyos és hangsúlytalan e-ből i lett egyes esetekben. A hangsúlyos e nazális mássalhangzó előtt lett i, ha a következő magánhangzó e vagy i volt: dentem > dinte ’fog’. A hangsúlytalan e nem szabályszerűen, hasonulás vagy elhasonulás útján fejlődött i-vé: petiolus > picior ’láb(szár)’.
A hangsúlyos vagy hangsúlytalan e-ből [ə] lett szókezdeti vagy hosszú r után: respondere > răspunde ’felelni’, horresco > urăsc ’gyűlölök’.
Ugyancsak [ə]-vé vált az e labiális mássalhangzó után és más magánhangzós szótag előtt, mint e vagy i: imperator > împărat ’császár’.

#### i
Ez a magánhangzó általában fennmaradt hangsúlyos helyzetben, pl. frigus > frig ’hideg’ (főnév), de akkor nem, ha szókezdeti vagy hosszú r után volt. Ebben az esetben [ɨ]-vé fejlődött: rideo > râd ’nevetek’, horrire > urî ’gyűlölni’.
Ugyancsak [ɨ]-be ment át a szóeleji, nazális mássalhangzó által követett i: imperator > împărat ’császár’, in > în ’-ba(n)/-be(n)’.
Az i-ből [ə] lett labiális mássalhangzó után és más magánhangzós szótag előtt, mint e vagy i: pilus > păr ’haj’.
A latinban a szóvégi i a többes szám egyik morfémája volt. Ez magánhangzóként csak a str mássalhangzó csoport után maradt fenn (nostri > noștri ’mieink’), másként pedig aszillabikus lett: lupi ['lupi] > lupi [lupʲ] ’farkasok’.

#### o
A hangsúlyos o fennmaradt nem nazális mássalhangzó előtt, és ha a következő szótagban más magánhangzó volt, mint a vagy e: porcus > porc ’disznó’, dominus > domn ’úr’, homo > om ’ember’.
Azokban a szavakban, amelyekben a következő magánhangzó a vagy e volt, a hangsúlyos o az [o̯a] kettőshangzóba ment át: coda > coadă ’farok’, florem > floare ’virág’. Ez a kettőshangzó az o-val váltakozik a flexió során: cozi ’farkok’, flori ’virágok’.
Nazális mássalhangzó előtt a hangsúlyos o-ból u lett: pontem > punte ’palló’.
Ugyancsak u-ba ment át a hangsúlytalan o szó kezdetén és szó belsejében (oricla > ureche ’fül’, leporem > iepure ’nyúl’), bár olykor analógia útján visszafejlődött, pl. porcarius > purcar > porcar ’kanász’, a porc ’disznó’ szó hatására. A szóvégi o is előbb u-ba ment át, majd aszillabikus lett, és végül elmaradt: homo > omu > [omʷ] > om ’ember’.

#### u
Hangsúlyosan a latin u általában fennmaradt: lupus > lup ’farkas’. Hangsúlytalanul szó kezdetén és belsejében is többnyire fennmaradt: urceolus > urcior ’korsó’, lingula > lingură ’kanál’.
Ritkábban nazális mássalhangzó előtt a hangsúlyos és a hangsúlytalan u-ból [ɨ] származott: aduncus > adânc ’mély’, hirundinella > rândunea ’fecske’.
A latin -us és -um végződésekből előbb kiveszett a mássalhangzó, majd az u aszillabikus lett, és csak későn, a 18. században elmaradt: lutus > lutu > [lutʷ] > lut ’agyag’, multum > multu > [multʷ] > mult ’sok’.

### Más kettőshangzók, mint [e̯a], [o̯a], [je] és [ja], valamint hármashangzók keletkezése
A latin kettőshangzók nem maradtak fenn a románban. Csak az [aw] maradt fenn egy ideig, majd a két eleme szétvált: laudo ['law.do] > laudu ['law.du] > laud ['la.wud] ’dicsérek’. Ez a kettőshangzó újból kifejlődött a románban például a dare ’adni’ ige *dao alakjában > dau ’adok’.
Az [aj], [ej], [ij], [oj], [ɨw], [iw], [ow] stb. kettőshangzók általában szó végén, két magánhangzó közüli mássalhangzó kiesése nyomán keletkeztek: laudavi > *laudai > lăudai ’dicsértem’ (egyszerű múlt), grevi > grei ’nehezek’, audivi > auzii ’hallottam’ (egyszerű múlt), novi > noi ’újak’, granum > grău > grâu ’búza’, tardivus > târziu ’kései, késő(n)’, *bovus > bou ’ökör’.
Az [ɨj] és [uj] kettőshangzók félhangzója a magánhangzó utáni n palatalizációja nyomán keletkezett: *antaneus > [ɨn'tɨɲu] > întâi ’első’, cuneus > ['kuɲu] cui ’szeg’.
Példák hármashangzók keletkezésére a latin levare ige két alakjának a fejlődése, mely a szókezdeti l [j]-ig való palatalizációjában, a v kiesésében és az o záródásában nyilvánult meg: levo > ieu [jew] > iau [jaw] ’veszek’ és *levi > iei [jej] ’veszel’.

### Mássalhangzók
A latin mássalhangzók számos esetben fennmaradtak a románban, de bizonyos helyzetekben a latinban nem létező affrikátákká vagy olyan frikatívákká fejlődtek, melyek nem voltak meg a latinban. A legtöbbször ilyen változások olyan latin mássalhangzókat érintettek, melyeket e vagy i követett. Mindegyik hosszú latin mássalhangzóra érvényes az, hogy ha nem származott belőle más beszédhang, vagy ha nem maradt el, akkor lerövidült. A szóvégi mássalhangzók általában elmaradtak. A mássalhangzók és mássalhangzó-csoportok fejlődése a latintól a románig a következő alszakaszok tárgya.

#### Okkluzívák (zárhangok)
Az okkluzívák zöngétlen és zöngés változatai általában egymással analóg módon fejlődtek tovább, megtartva ezen vonásaikat.
A p nagy mértékben fennmaradt: plangere > plânge ’sírni’, capra > capră ’kecske’, sappa > sapă ’kapa’. Kivételesen n-re vagy t-re váltott: nuptiae > nunți ’menyegzők’, despectus > deștept ’éber, okos’.
A b is általában fennmaradt (basilica > biserică ’templom’, carbonem > cărbune ’szén’, albus > alb ’fehér’), de magánhangzók közül többnyire kiesett: scribere > scrie ’írni’.
A t a legtöbb esetben fennmaradt (tondere > tunde ’nyírni’, porta > poartă ’kapu’, canto > cânt ’énekelek’), kivéve szó elején vagy belsejében, ha e vagy i követte, és akkor:
- [t͡s] lett e előtt (terra > țară ’ország’), i előtt (barbati > bărbați ’férfiak’), i + hangsúlyos vagy hangsúlytalan a előtt (invitiare > învăța ’tanulni’), i + hangsúlytalan u előtt: pretium > preț ’ár’ (= ellenérték);
- [t͡ʃ] lett i + hangsúlyos o előtt: fetiolus > fecior ’legény’.[25]

A szóvégi t lekopott, például igealakokban: scribet > scrie ’ír’.
A d a t-vel analóg fejlődésen ment át, azaz ugyanazon feltételek között maradt fenn vagy vált más mássalhangzóvá:
- [d͡z]-vé, majd z-vé: dormire > dormi ’aludni’, coda > coadă ’farok’, vendo > vând ’árulok’, dicere > zice ’mondani’, Diana > zână ’tündér’, radia > rază ’sugár’, prandium > prânz ’ebéd’;
- [d͡ʒ]-vé, majd [ʒ]-vé: deosum vagy diosum > [d͡ʒos] > jos [ʒos] ’lent’.

A latin c betű klasszikus kiejtése minden helyzetben [k] volt. A románban ez fennmaradt szó elején és szó belsejében (cantus > cânt ’ének’, arcus > arc ’íj’, peccatum > păcat ’bűn’), kivéve ha e vagy i követte, mikoris affrikáta lett:
- [t͡ʃ], akár hangsúlyos, akár hangsúlytalan e és i előtt (cera > ceară ’viasz’, caelum > cer ’ég(bolt)’, facere > face ’csinálni’, vicinus > vecin ’szomszéd’), valamint i + hangsúlyos o előtt: urceolus > urcior ’korsó’;
- [t͡s], i + hangsúlyos magánhangzó előtt (discalciare > descălța ’lábbelit levenni’), i + hangsúlytalan o vagy u előtt: inglacio > îngheț ’megfagyok’, nutricium > nutreț ’takarmány’.

A g a c-vel azonos helyzetekben maradt fenn, illetve affrikátává vált e vagy i előtt: gula > gură ’száj’, rogat > roagă ’esedezik, imádkozik’, fagus > fag ’bükk’, legem > lege ['led͡ʒe] ’törvény’, ungere > unge ['und͡ʒe] ’kenni’, fugire > fugi [fu'd͡ʒi] ’futni, szökni’.
A klasszikus latinban volt két labioveláris mássalhangzó is, qu [kʷ] és gu [gʷ], melyek már a vulgáris latinban [k]-re, illetve [g]-re redukálódtak. A románban a [k] más magánhangzó előtt, mint e, i és a fennmaradt (quomodo > cum ’hogyan’), e vagy i előtt [t͡ʃ] lett (quinque > cinci ’öt’), és a előtt p-be ment át: aqua > apă ’víz’. A [gʷ] analóg módon változott: unguo > ung ’kenek’, sanguem > sânge ['sɨnd͡ʒe] ’vér’, lingua > limbă ’nyelv’.

#### Nazális mássalhangzók (orrhangok)
Az m fennmaradt szó elején és általában szó belsejében is (musca > muscă ’légy’, dormire > dormi ’aludni’, fumus > fum ’füst’), de lekopott szó végén (partem > parte ’rész’) és kiesett az a + m + n sorban: scamnum > scaun ’szék’.
Az n is lekopott szó végén (nomen > nume ’név’), de fennmaradt szó elején és általában szó belsejében is: nasus > nas ’orr’, lana > lână ’gyapjú’, prunus > prun ’szilvafa’. Változásának fontosabb esete a palatalizációja (magyar ny), majd elmaradása e + más magánhangzó előtt: *antaneus > [ɨn'tɨɲu] > întâi ’első’, vinea > ['viɲe] > vie ['vije] ’szőlő(ültetvény)’.

#### Frikatívák (réshangok)
Az f minden esetben fennmaradt: frictura > friptură ’sült’, inflorire > înflori ’virágzani’, afflare > afla ’találni, megtudni’, stufus > stuf ’nád’.
A v a vulgáris latin kései szakaszában fejlődött ki az u-nak írt [w] félhangzóból, és fennmaradt a románban szó elején (verus > văr ’unokatestvér’) és szó belsejében (conventum > cuvânt ’szó’), kivéve magánhangzók között. Ilyen helyzetben kiesett (cantavi > cântai ’énekeltem’) vagy u lett: alevatum > aluat ’tészta’.
Az s fennmaradt szó elején és szó belsejében (salicem > salcie ’fűzfa’, grossus > gros ’vastag’, ursus > urs ’medve’), kivéve e és i előtt, ahol [ʃ] lett (serpes > șarpe ’kígyó’, sic > și ’és’, grassi > grași ’kövérek’), és zöngés mássalhangzó előtt, ahol hasonulás következtében z lett: disligare > dezlega ’kioldani, eloldani’. Szó végén elmaradt: ursus > urs.

#### Likvidák (folyékony hangok)
A rövid l általában fennmaradt szó elején és szó belsejében (lacrima > lacrimă ’könny’, palma > palmă ’tenyér’), azonban szó elején e vagy i előtt és szó belsejében e vagy i + más magánhangzó előtt az l palatalizálódott, majd [j] lett, vagy elmaradt: leporem > ['ljepure] > iepure ['jepure] ’nyúl’, linum > ['ljinu] > in ’len’, trifolium > [tri'folju] > trifoi [tri'foj] ’lóhere’.
A nyugati újlatin nyelvekhez képest sajátos változása volt a magánhangzók közötti l-nek, ugyanis r lett. A második magánhangzó lehetett e vagy i is, ha nem követte más magánhangzó: mola > moară ’malom’, padulem > pădure ’erdő’, pulicem > purice ’bolha’.
A hosszú ll-t a vulgáris latinban valószínűleg röviden ejtették. Ilyennek maradt fenn, ha hangsúlytalan i vagy hangsúlyos a követte (vallis > vale ’völgy’, macellarius > măcelar ’mészáros’), e vagy hangsúlyos i előtt pedig palatalizálódott, majd elmaradt (malleus > ['malju] > mai ’sulyok’, gallina > [gə'ljinə] > găină ’tyúk’), hangsúlytalan a előtt pedig kiesett: stella > stea ’csillag’.
Az r a legtöbb esetben fennmaradt: risus > râs ’nevetés’, arcus > arc ’íj’, carraria > cărare ’ösvény’, aurus > aur ’arany’. A szóvégi r is fennmaradt egyes szavakban eredeti helyzetében (vultur > vultur ’sas’), másokban pedig úgy, hogy helyet cserélt (quattuor > patru ’négy’), de megint másokról lekopott: frater > frate ’fivér’.

#### [j]
A palatális approximáns mássalhangzónak vagy félhangzónak tekintett, és i-nek írt [j] előbb [d͡ʒ], majd [ʒ] lett. Szó elején (iocus > ['d͡ʒoku] > joc [ʒok] ’játék’) vagy szó belsejében található: adiutare > [ad͡ʒu'ta] > ajuta [aʒu'ta] ’segíteni’.

#### Mássalhangzó-csoportok
A cl csoportban az l palatalizálódott, majd elmaradt, és a c palatális okkluzíva lett: clamo > ['kljemu] > chem [kʲem] ’hívok’.
Hasonló történt a cl zöngés megfelelőjével, a gl csoporttal: glemus > ['gljemu] > ghem [gʲem] ’gombolyag’.
Az x-szel írt [ks] csoport már a vulgáris latinban egyes esetekben [s] vagy [ʃ] lett, ezért például laxare > lăsa ’hagyni’, lixivia > leșie ’lúg’. Más esetekben ps vált belőle: coxa > coapsă ’comb’.
A ct fejlődése pt-hez vezetett: octo > opt ’nyolc’, lucta > luptă ’harc’.
A gn csoportban a g az n-hez hasonult: lignum > lemn ’fa(anyag)’, cognatus > cumnat ’sógor’.
A ns csoport általában [s]-re redukálódott: densus > des ’sűrű’, mensa > masă ’asztal’.
A tl csoport cl lett, majd az l palatalizálódott, és végül a csoportból [kʲ] maradt: klasszikus latin vetulus > vulgáris latin vetlus > ['veklju] > vechi [vekʲ] ’régi’.
Egyéb csoportok fejlődése:
- rv > rb: cervus > cerb ’szarvas’;
- lv > lb: pulverem > pulbere ’por’;
- br > ur: klasszikus latin cribrum > vulgáris latin cibrum > ciur [t͡ʃur] ’rosta’;
- bl > ul: klasszikus latin stabulum > vulgáris latin stablum > staul ’istálló’;
- nct > nt: unctum > unt ’vaj’.